# Clarence Feldmann

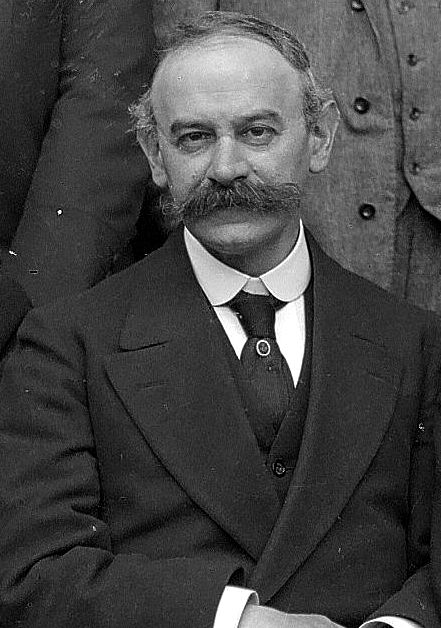
Clarence Feldmann, 1914

Clarence Paul Feldmann (* 14. Januar 1867 in New York; † 21. Juli 1941 in Delft) war ein niederländischer Elektrotechniker.

## Leben
Clarence Feldmann wurde im Januar 1867 als Sohn des Kaufmanns Karl Feldmann und dessen Ehefrau Pauline Goldstein in New York geboren. Er studierte Elektrotechnik von 1885 bis 1888 bei Erasmus Kittler an der TH Darmstadt. Ab 1888 war er dessen Assistent am Elektrotechnischen Institut der TH Darmstadt. Ab 1889 arbeitete er bei Ganz & Co in Ungarn und ab 1894 als Chefelektriker bei der Elektrizitäts-Aktiengesellschaft Helios in Deutschland. 1902 wurde er Privatdozent an der TH Darmstadt und 1904 wurde ihm der Professorentitel verliehen. 1905 wurde er ordentlicher Professor der Elektrotechnik an der polytechnischen Schule in Delft. Als Präsident des holländischen elektrotechnischen Komitees, eine Position, die er von 1912 bis 1940 innehatte, bestimmte er maßgeblich die Geschicke der niederländischen Elektrotechnik.
Feldmann war 1924/25 Rektor der TH Delft. Von 1927 bis 1930 war er als erster Niederländer Präsident der International Electrotechnical Commission.
Clarence Feldmann starb im Juli 1941 in Delft. Er war seit 1891 mit Lina Feldmann-Stamm (1866–1943) aus Darmstadt verheiratet. Sie starb am 1. April 1943 bei der Deportation im Durchgangslager Westerbork. Aus der Ehe ging der Kunstmaler Carl Albert Feldmann (1894–1966) hervor.

## Ehrungen
- 1932: Dr.-Ing. ehrenhalber der TH Darmstadt.

## Werke
- Die Verteilung des Lichts und der Lampen bei elektrischen Beleuchtungsanlagen, 1895
- Handbuch der elektrischen Beleuchtung. Springer, Berlin 1898.
- Wechselstromtransformationen, vor 1905 (mit Josef Herzog, Ober-Ingenieur bei Ganz & Co)
- Ströme und Spannungen in Starkstromnetzen. Göschen, Leipzig 1910
- Die Berechnung elektrischer Leitungsnetze in Theorie und Praxis. Springer, Berlin 1921
- Aus Kittlers erster Zeit, in: Elektrotechnische Zeitschrift 1928 (20), S. 753–754.